# Максим Грк
Блажени Максим Грк је био православни светац.
Михаило Триволис (потоњи Максим Грк) је рођен 1470. у Арти, престоници грчке провинције Епир. Године 1518. одлази на двор руског цара Василија Ивановича за посао царског библиотекара и преводиоца.
Према хришћанском предању, много је радио, али је много и страдао за истину. Провео је дуго времена у тамници где је написао познати канон Светоме Духу, који се и сада употребљава у цркви. Умро је 1556. године. 
Српска православна црква слави га 21. јануара по црквеном, а 3. фебруара по грегоријанском календару.
Велики део овог текста је преузет из охридског пролога светог владике Николаја Велимировића. Он не подлеже ауторским правима.